# Jineiry Martínez
Jineiry Martínez (ur. 3 grudnia 1997) – dominikańska siatkarka, reprezentantka kraju, grająca na pozycji środkowej. 
Jej starszą siostrą jest Brayelin Martínez, która również jest siatkarką.

## Sukcesy klubowe
Superpuchar Francji:
- 2015

Puchar Challenge:
- 2019

Superpuchar Brazylii:
- 2020, 2021

Mistrzostwo Brazylii:
- 2023[4]
- 2021, 2022[5]

Klubowe Mistrzostwa Ameryki Południowej:
- 2021, 2023[6]
- 2022[7]

## Sukcesy reprezentacyjne
Mistrzostwa Świata U-23:
- 2013
- 2015

Puchar Panamerykański U-23:
- 2014, 2016, 2018

Puchar Panamerykański Juniorek:
- 2015

Puchar Panamerykański:
- 2016, 2021
- 2015, 2017, 2019

Igrzyska Panamerykańskie:
- 2019, 2023[8]
- 2015

Mistrzostwa Świata Juniorek:
- 2015

Mistrzostwa Ameryki Północnej, Środkowej i Karaibów:
- 2019, 2021, 2023[9]
- 2015

## Nagrody indywidualne
- 2014: Najlepsza blokująca Pucharu Panamerykańskiego U-23
- 2015: Najlepsza blokująca Pucharu Panamerykańskiego Juniorek
- 2018: Najlepsza środkowa Pucharu Panamerykańskiego U-23
- 2019: Najlepsza środkowa Igrzysk Panamerykańskich
- 2021: Najlepsza środkowa Pucharu Panamerykańskiego
- 2023: Najlepsza środkowa Klubowych Mistrzostw Ameryki Południowej[10]